# Jasenice (Polsko)
Jasenice (polsky Jasienica, německy Heinzendorf) je vesnice v jižním Polsku ve Slezském vojvodství v okrese Bílsko-Bělá. Leží na území Těšínského Slezska na stejnojmenné řece, je sídlem gminy Jasenice. V roce 2012 zde žilo 5 119 obyvatel, rozloha obce činí 11,7 km².

## Historie
První zmínka o vesnici (Gessenita) pochází z listiny vratislavského biskupa Jindřicha z Vrbna z doby kolem roku 1305. Během německé východní kolonizace vedle ní vznikla Heinzendorf (Janova ves). Postupem času vesnice s sebou srostly a v 16. století začaly být oba názvy používány paralelně. Obec patřila těšínskému knížectví, z nějž bylo roku 1572 vyděleno bílské stavovské panství. Ve sčítání lidu 1910 uvedlo 76,3 % obyvatel Jasenice obcovací řeč polskou (včetně těšínského nářečí), 22,8 % německou, 0,3 % (šest osob) českou a 0,6 % (14 osob) ostatní. 51,2 % se hlásilo k evangelické církvi, 47,1 % ke katolictví, 1 % (23 osoby) k judaismu a 16 osob k ostatním náboženstvím. Po rozdělení Těšínska se Jasenice stala součástí Polska.

## Doprava
Centrum obce rozděluje rychlostní silnice S52 Bílsko-Bělá—Těšín, jejímž pokračováním je česká Dálnice D48. Obcí probíhají kromě toho „stará cesta“ z Bílska-Bělé do Těšína, silnice spojující Bílsko-Bělou s Chybami a Strumení (v obou případech se jedná o historické císařské silnice), a také od roku 2009 uzavřená železniční trať Bílsko-Bělá — Český Těšín.

## Průmysl
V roce 1888 založil v Jasenici Vídeňan Josef Hofmann továrnu na ohýbaný nábytek. Ta zaměstnávala těsně před první světovou válkou 700 osob a vyráběla na 300 tisíc kusů nábytku ročně. V roce 1923 byla přejmenována na Thonet-Mundus a v současnosti patří společnosti PAGED. Dalším průmyslovým podnikem v obci jsou keramické závody Ceramika Pilch (založené roku 1980).

## Partnerská města
- Petřvald u Karviné